# Jana Krivec
Jana Krivec (ur. 30 maja 1980 w Šempeterze pri Gorici) – słoweńska szachistka, arcymistrzyni od 2007 roku.

## Kariera szachowa
W szachy gra od 11 roku życia. Wielokrotnie reprezentowała Słowenię na mistrzostwach świata i Europy juniorek w różnych kategoriach wiekowych, najlepszy wynik osiągając w 1991 r. w Warszawie, gdzie na MŚ do 12 lat podzieliła V-VIII miejsce. W połowie lat 90. XX wieku awansowała do ścisłej czołówki słoweńskich szachistek. Wielokrotnie startowała w finałach indywidualnych mistrzostw kraju, zdobywając 11 medali: 7 złotych (1997, 2000, 2002, 2003, 2005, 2006, 2009), 3 srebrne (1998, 2001, 2008) oraz brązowy (2010). Pomiędzy 1996 a 2008 r. wystąpiła we wszystkich w tym okresie rozegranych siedmiu szachowych olimpiadach (w tym raz na I szachownicy), była również pięciokrotną (w latach 1999–2007) uczestniczką drużynowych mistrzostw Europy (w tym 2 razy na I szachownicy), w 1999 r. zdobywając brązowy medal za indywidualny wynik na III szachownicy.
Normy na tytuł arcymistrzyni wypełniła w otwartych turniejach HIT Open  w Novej Goricy (2001, 2007) oraz podczas drużynowych mistrzostw Słowenii (2007). Do innych jej sukcesów w turniejach międzynarodowych należą m.in.:
- dz. II m. w Rijece (2002, za Reginą Pokorną, wspólnie z Mirjaną Medić),
- I m. w Ptuju (2003),
- I m. w Silvaplanie (2003, otwarte mistrzostwa Szwajcarii),
- dz. III m. w Atenach (2004, turniej Acropolis, za Moniką Soćko i Cristiną-Adelą Foișor, wspólnie z Aną-Marią Botsari),
- dz. I m. w Dżakarcie (2005, wspólnie z Naną Aleksandrią),
- dz. II m. w Dżakarcie (2007, za Reginą Pokorną, wspólnie z Irene Kharisma Sukandar).

Najwyższy ranking w dotychczasowej karierze osiągnęła 1 kwietnia 2008 r., z wynikiem 2362 punktów dzieliła wówczas 99-100. miejsce na światowej liście FIDE, jednocześnie zajmując drugie miejsce (za Anną Muzyczuk) wśród słoweńskich szachistek.